# Liste der FFH-Gebiete in der Île-de-France

Logo der Region Île-de-France

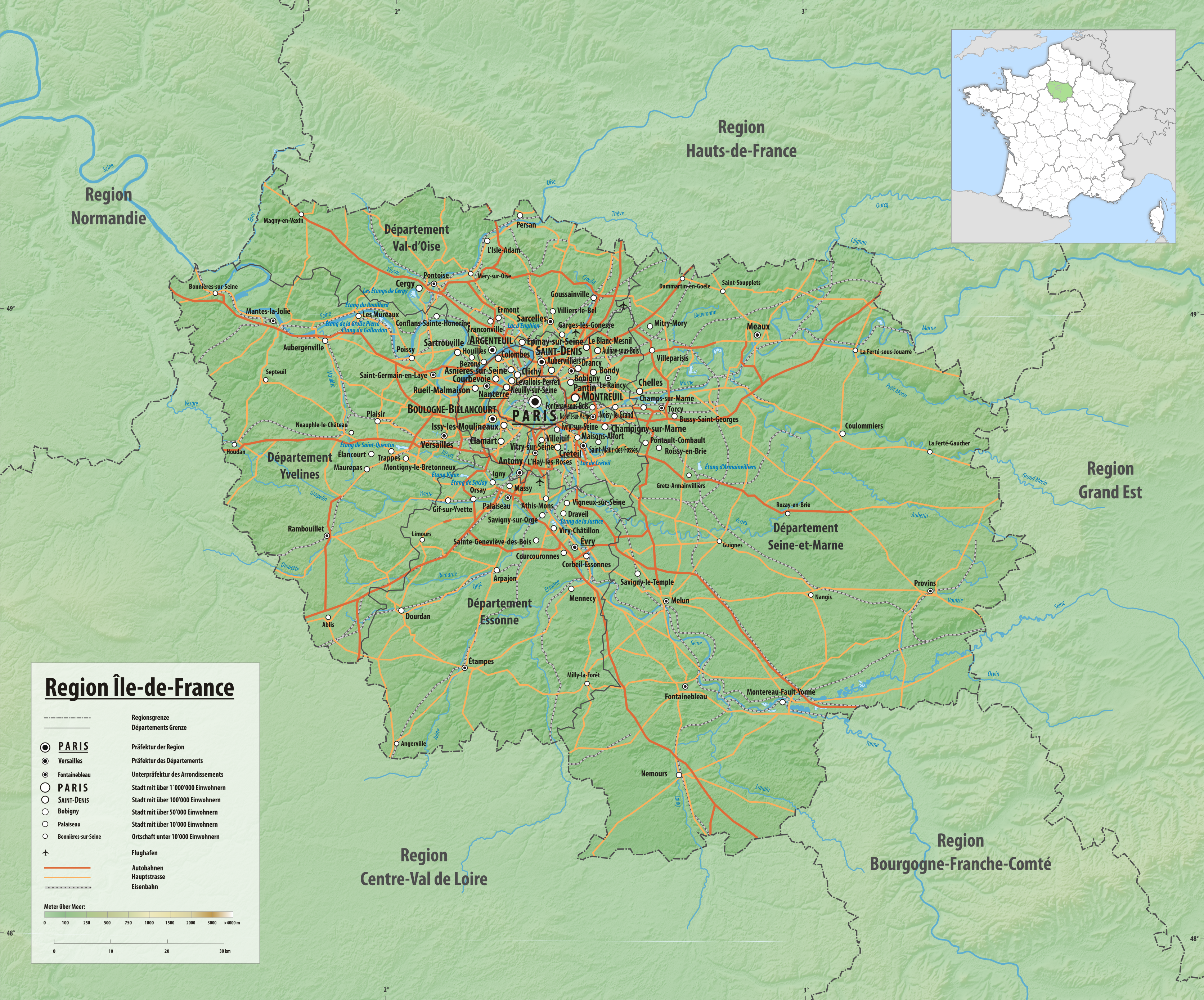
Karte der Region Île-de-France

Die folgende Liste enthält alle 23 Fauna-Flora-Habitat-Gebiete in der französischen Region Île-de-France. Die Gebiete sind Bestandteil des europäischen Schutzgebietsnetzes Natura 2000.

## Hinweise zu den Angaben in der Tabelle
- Gebietsname: Amtliche Bezeichnung des Schutzgebiets
- Datei/Commons: Datei und Link zu weiteren Dateien aus dem Schutzgebiet
- EEA-ID: Link zum Schutzgebiet in der Datenbank der European Environment Agency (EEA)
- WDPA-ID: Link zum Schutzgebiet in der World Database on Protected Areas
- Fläche: Gesamtfläche des Schutzgebiets in Hektar
- Bemerkungen: Besonderheiten und Anmerkung

## Tabelle
| Gebietsname                                               | Datei/Commons | EEA-ID    | WDPA-ID | Fläche ha | Koordinaten | Bemerkungen |
| --------------------------------------------------------- | ------------- | --------- | ------- | --------- | ----------- | ----------- |
| Massif de Fontainebleau                                   |               | FR1100795 |         | 28.063    | ⊙           |             |
| Forêt de Rambouillet                                      |               | FR1100796 |         | 1.988     | ⊙           |             |
| Coteaux et boucles de la seine                            |               | FR1100797 |         | 1.414,83  | ⊙           |             |
| La Bassée                                                 |               | FR1100798 |         | 1.403     | ⊙           |             |
| Haute vallée de l'Essonne                                 |               | FR1100799 |         | 971       | ⊙           |             |
| Pelouses calcaires de la haute vallée de la Juine         |               | FR1100800 |         | 103       | ⊙           |             |
| Basse vallée du Loing                                     |               | FR1100801 |         | 76,84     | ⊙           |             |
| Pelouses calcaires du gâtinais                            |               | FR1100802 |         | 310       | ⊙           |             |
| Tourbières et prairies tourbeuses de la forêt d'Yveline   |               | FR1100803 |         | 818,62    | ⊙           |             |
| Marais des basses vallées de la Juine et de l'Essonne     |               | FR1100805 |         | 397       | ⊙           |             |
| Buttes gréseuses de l'Essonne                             |               | FR1100806 |         | 24,56     | ⊙           |             |
| Champignonnières d'Etampes                                |               | FR1100810 |         | 0,02      | ⊙           |             |
| L'Yerres de sa source a Chaumes-en-Brie                   |               | FR1100812 |         | 18        | ⊙           |             |
| Le Petit Morin de Verdelot à Saint-Cyr-sur-Morin          |               | FR1100814 |         | 3.589     | ⊙           |             |
| Bois de Vaires-sur-Marne                                  |               | FR1100819 |         | 96,63     | ⊙           |             |
| Rivière du dragon                                         |               | FR1102004 |         | 24,26     | ⊙           |             |
| Rivières du Loing et du Lunain                            |               | FR1102005 |         | 400       | ⊙           |             |
| Bois des réserves, des usages et de Montgé                |               | FR1102006 |         | 863       | ⊙           |             |
| Rivière du Vannetin                                       |               | FR1102007 |         | 63,3      | ⊙           |             |
| Sites à chiroptères de Darvault, Mocpoix et Saint-Nicolas |               | FR1102009 |         | 37,36     | ⊙           |             |
| Carrière de Guerville                                     |               | FR1102013 |         | 79,89     | ⊙           |             |
| Vallée de l'Epte francilienne et ses affluents            |               | FR1102014 |         | 3.715,09  | ⊙           |             |
| Sites chiroptères du Vexin français                       |               | FR1102015 |         | 22,3      | ⊙           |             |